# Friedrich von Leliwa (Landstand, 1743)
Johann Friedrich Ludwig Wilhelm von Leliwa (〰 30. Mai 1743 in Höhnscheid; † 14. April 1836 in Arolsen) war ein waldeckischer Oberforst- und jägermeister, Rittergutsbesitzer und Landstand.

## Leben
Von Leliwa, der evangelischer Konfession war, stammte ursprünglich aus dem polnisch-preußischen Adelsgeschlecht Leliwa. Er war der Sohn des Kammerjunkern Levin Philipp Wilhelm von Leliwa (* 24. Juli 1716; † 22. Juli 1799 in Höhnscheid) und dessen Ehefrau Anna Sophia Henriette geborene von Nolting (Nölting) (getauft 13. Januar 1715 in Korbach; † 12. Dezember 1755 in Höhnscheid). Er heiratete am 26. Mai 1780 Anne Elisabeth Figge (* 11. März 1756 in Adorf), die Tochter des Johann Conrad Figge (1727–1796) und der Maria Catharina Albracht. Ab etwa 1785 hatte er eine nichteheliche Beziehung mit Anna Elisabeth Rocke angeblich aus Stormbruch. Die letzte Partnerin war ab etwa 1787 Sophie Wilhelmina Cathrina Oschmann (* 12. Februar 1766 in Kleinern; † 10. Dezember 1822 in Landau), die Tochter des Christoph Oschmann. Aus der dritten Beziehung stammte der uneheliche Sohn Karl Ludwig Friedrich von Leliwa, der von ihm anerkannt wurde und sein Erbe antrat sowie 7 andere Kinder.
1756 trat er in den Militärdienst ein und wurde 1758 zum Fähnrich, 1761 zum Leutnant und 1771 zum Hauptmann befördert. 1799 wurde er Oberstleutnant. Er lebte ab 1767 in Mengeringhausen. 1784 erhielt nach dem Tod des Hauptmanns Franz Friedrich von Juden das Gut Freienhagen verliehen und lebte als Herr auf Gut Freienhagen. Er wurde zum Oberforst- und (im Jahr 1836) Oberjägermeister in Arolsen ernannt. Im Jahr 1810 erhob er Erbschaftsansprüchen an das ehemals von Meysenbugsche Kunkellehen in Züschen. 1830 übertrug er das Gut Freienhagen an seinen ältesten Sohn Friedrich von Leliwa.
Von [1784] bis 1830 war er Landstand des Fürstentums Waldeck. 